# René Nelli

René Nelli (1975)

René Nelli (ur. 20 lutego 1906 w Carcassonne, zm. 11 marca 1982 w Carcassonne) – francuski historyk mediewista, badacz dziejów kataryzmu.

## Wybrane publikacje
- Le Languedoc et le Comté de Foix, le Roussillon, Paris, Gallimard, 1958
- Écritures cathares. La Cène secrète: Le Livre des deux principes: Traité cathare: Le Rituel occitan: Le Rituel latin: textes précathares et cathares présentés, traduits et commentés avec une introduction sur les origines et l’esprit du catharisme (1959) (Monaco, éd. du Rocher, 1994 : Recueil des textes cathares)
- L’érotique des troubadours, Toulouse, Privat, 1963 (rééd. dans 10/18 – 2 tomes – 1974)
- Le Roman de Flamenca, un art d’aimer occitanien au XIIIe siècle, Toulouse, Institut d’études occitanes, 1966
- Le musée du Catharisme, Toulouse, Privat, 1966
- Dictionnaire des hérésies et des mouvements hétérodoxes ou indépendants apparus dans le midi de la France depuis l’établissement du christianisme, Toulouse, Privat, 1968.
- La vie quotidienne des Cathares du Languedoc au XIIIe siècle, Paris, Hachette, 1969.
- Des Cathares du Languedoc au XIIIe siècle, Paris, Hachette, 1969.
- Les Cathares, Marabout université, 1972.
- La philosophie du catharisme, Paris, Payot, 1975.
- Le Phénomène cathare – perspectives philosophiques et morales, Toulouse, Privat, 1988.
- Les Grands arcanes de l’hermétisme occidental, Monaco, éd. du Rocher, 1991.

## Publikacje w języku polskim
- Życie codzienne katarów w Langwedocji w XIII w., przeł. Maria Ochab, Warszawa: Państwowy Instytut Wydawniczy 1979.